# Niżnia Czarna Ławka
Niżnia Czarna Ławka (słow. Nižná Čierna lávka, niem. Unterer Schwarzer Pass, węg. Alsó-Fekete-hágó, Fekete-hágó) – znajdująca się na wysokości 1946 m(według wcześniejszych pomiarów – 1950 m) przełęcz w grani głównej Tatr Wysokich, pomiędzy Małą Kotelnica (Malá Kotolnica, 1974 m) a Czarną Kotelnicą (Čierna Kotolnica, 1962 m). Należy do odcinka grani zwanego Liptowskimi Murami. Granią tą biegnie granica polsko-słowacka. Północne stoki przełęczy opadają stromo na piarżysko nad Czarnym Stawem w Dolinie Pięciu Stawów Polskich. Stoki południowe są skaliste tylko w najwyższej części, niżej są bardziej łagodne, piarżysto-trawiaste i opadają do Doliny Koprowej.
Witold Henryk Paryski podaje jeszcze inną nazwę tej przełęczy – Zadnia Czarna Ławka (Zadná Čierna lávka). Jest najniższym punktem w całej grani Liptowskich Murów, nie jest jednak używana do przejścia z Doliny Pięciu Stawów Polskich do Doliny Koprowej. Wygodniejsze przejście prowadzi przez Czarną Ławkę.
W tatrologii słowem ławka określa się zazwyczaj mniej więcej poziomą terenową formację podobną do zachodu lub półki, ale także rodzaj przełączki. Na północnych zboczach Niżniej Czarnej Ławki rzeczywiście istnieje podobna do zachodu pozioma formacja skalna.

## Przypisy

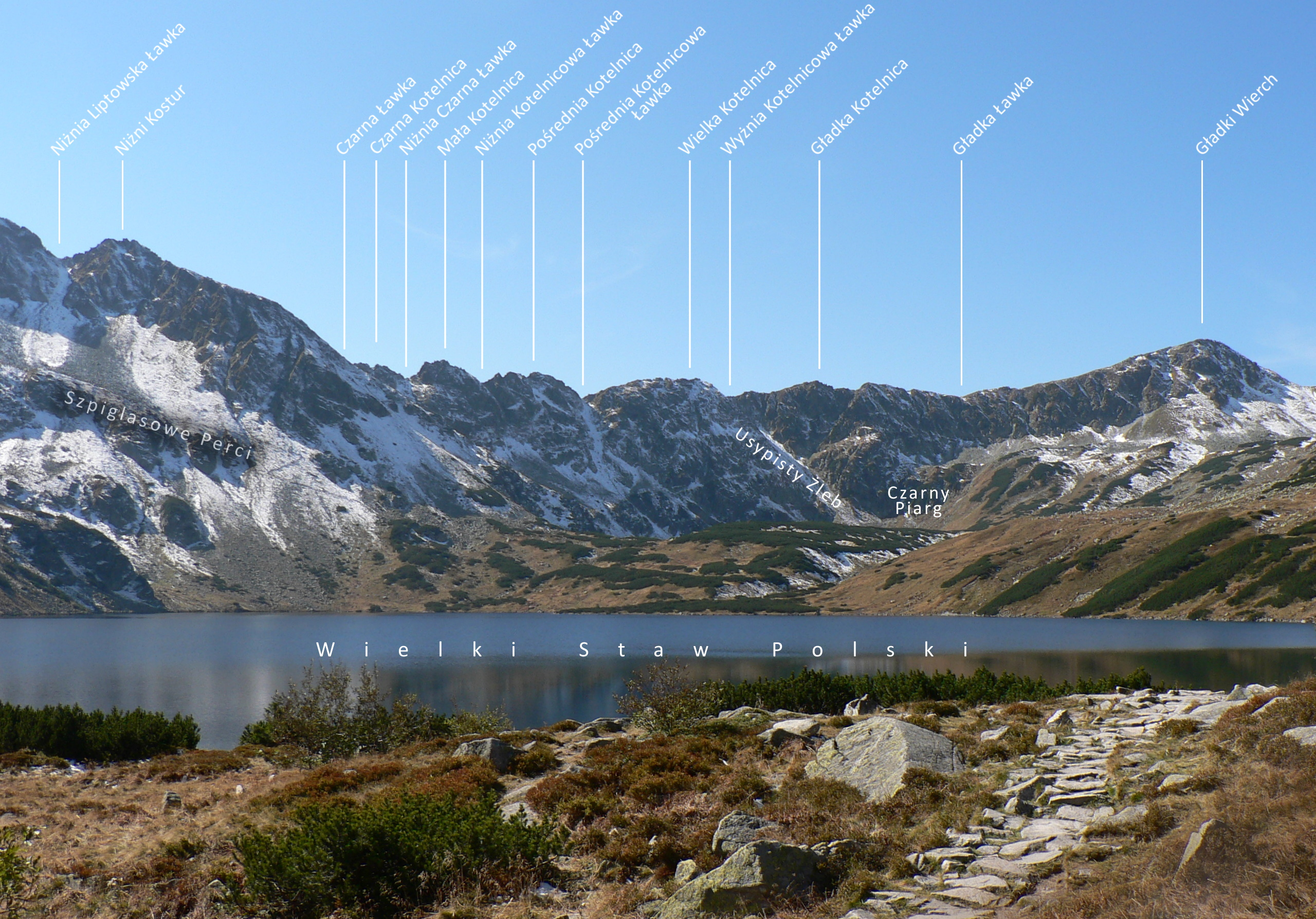
Kotelnica, widok z Doliny Pięciu Stawów Polskich